# Parafia św. Józefa w Sarnowie
Parafia pw. Świętego Józefa w Sarnowie – parafia rzymskokatolicka należąca do dekanatu żuromińskiego, diecezji płockiej, metropolii warszawskiej.

## Kościół parafialny
- Obecny kościół parafialny pw. św. Józefa w Sarnowie zbudowano w stylu neogotyckim w latach 1877–1881. Został konsekrowany 3 maja 1885 roku przez biskupa sufragana płockiego Henryka Piotra Kossowski herbu Dołęga[1].

- Dawny kościół drewniany, konsekrowany, z przynajmniej 1598r.
- Dawny z 1640r., konsekrowany w 1651 r. przez biskupa sufragana płockiego, Wojciecha Tolibowski herbu Nałęcz. Spłonęła 27 maja 1762 r.
- Dawny, drewniany, który spłonął w 1852 r.

## Kaplice
- Boczne w kościele z 1640r.
  - Św. Anny
  - Św. Michała
- Prowizoryczna kaplica w miejsce kościoła, który spłonął w 1762 r.